# Schleswiger
Schleswigern är en tung hästras från Tyskland som är en kopia av den danska kallblodshästen jutsk häst. Förfadern var bland annat den mest berömda jutska hingsten Oldrup Munkedal. Schleswigern påminner mycket om sin föregångare både i fuxfärgen, utseende och egenskaper. 

## Historia
Schleswigerhästen började utvecklas under tidigt 1800tal i den tyska provinsen Schleswig-Holstein på grund av det ökade behovet av tyngre hästar som skulle användas inom jordbruken. Aveln grundades bland annat på lite grövre tyska varmblodshästar som oldenburgare och holsteinare som korsades med importerade Suffolk Punchhästar från England för att få lite mer massa. Men resultatet blev inte riktigt så bra som man hade tänkt sig och för att ytterligare öka på hästarnas massa importerade man danska kallblodshästar som hade använts i utvecklingen av Suffolk Punch, så kallade jutska hästar. Den jutska hingsten Oldrup Munkedal var den stora förfadern till schleswigerhästen genom sina avkommor Prins af Jylland och Hövding. Dessa två avkommor blev grunden i stammen som kallades schleswiger. 
I mitten av 1800-talet började man experimentera med att korsa in andra raser med de jutska hästarna för att förbättra kvalitén på rasen och ge den en någorlunda egen karaktär. Bland annat använde man föregångaren till Cleveland Bay, Yorkshire Coach Horse, som skulle ge hästen mer utmärkande köregenskaper och ett tag använde man även ädlare fullblodshästar för att förbättra den ganska grova schleswigern. Men under 1860-talet startade man en mer selektiv avel grundad enbart på hästar födda i Munkedalslinjen. 
1888 skapades en rasstandard för schleswigern som i slutändan kom att bli väldigt lik den jutska hästen ändå och 1891 bildades rasens egen avelsförening. Schleswigerhästarna hade då blivit populära både inom jordbruken och för att dra timmer eller till och med hästdragna bussar. En del hästar såldes även till militären och för att dra ölvagnar inne i städerna. För att hålla rasen fixerad skedde ibland utavel med just den jutska hästen ända fram till 1938. Därefter stängdes stamboken för andra raser eftersom man ville komma till rätta med vissa defekter som vissa avkommor kunde dras med till exempel för platt bröstkorg och dåliga hovar. För att påskynda processen öppnade man stamboken igen under andra världskriget och man importerade hingstar av raserna boulognesare och bretagnare som korsades med schleswigerstona. Bretagnaren var den som fick det största inflytandet på rasen och rasen växte i popularitet bland bönderna. 1949 fanns 25 000 registrerade ston och 450 hingstar i stamboken som stängdes igen under slutet av 60-talet. 
Efter att mekaniseringen av jordbruken gjorde att efterfrågan på tyngre arbetshästar minskade och schleswigern sjönk snabbt i antal. Redan 1976 hade stammen minskat så kraftigt att det enbart fanns 40 hästar kvar, varav enbart 5 av dem var hingstar. Samma år upplöstes även rasens förening och schleswigerhästarna fick registreras i en gemensam stambok för alla kallblodshästar i Schleswig-Holstein och Hamburgområdet. 1991 startades dock en ny förening upp i ett försök att rädda rasen från utrotning. Idag har föreningen ca 200 medlemmar och i stamboken finns mer än 200 ston och 30 hingstar registrerade och aveln kontrolleras och styrs från det tyska avelsförbundet i Kiel.

## Egenskaper
Schleswigern är en medelstor kallblodshäst och väldigt lik den jutska hästen både i exteriören som är kraftig och ganska rund och i den typiska flaxfärgen med guldbrun kropp och lingul man eller svans. Huvudet är medelstort och proportionerligt med en tydligt utåtbuktande nosprofil, kraftiga ganascher och ganska små ögon. Halsen hos schleswigerhästarna är kraftig och muskulös, och ryggen är stark även om den ibland har en tendens att bli lite svankig.  Öronen är raka och näsborrarna stora. Den selektiva aveln har gett rasen mycket friskare hovar än förut och rasen har ganska yvigt men inte så kraftigt hovskägg på benen som är korta, grova och urstarka.
Schleswigerhästarna är starka, uthålliga och arbetsvilliga och dessutom lätta att hålla och föda upp; aveln har precis som för den jutska hästen minskat då bönderna har ersatt hästarna med traktorer och maskiner. Idag används den dock fortfarande inom mindre jordbruk och som draghäst. Hästarna brännmärks med bokstäverna V.S.P inom en oval som bevis för att de är äkta schleswigerhästar.